# Sandholmen (vid Lillmälö, Pargas)
Sandholmen är en holme och naturskyddsområde i Finland. Den ligger i Skärgårdshavet och i kommunen Pargas i den ekonomiska regionen  Åboland i landskapet Egentliga Finland, i den sydvästra delen av landet. Ön ligger omkring 27 kilometer söder om Åbo och omkring 160 kilometer väster om Helsingfors.
Öns area är 7,9 hektar och dess största längd är 0,6 kilometer i sydväst-nordöstlig riktning. Ön höjer sig omkring 30 meter över havsytan.